# Poecilopachys australasia
Poecilopachys australasia (лат.) — вид аранеоморфных пауков рода Poecilopachys из семейства пауков-кругопрядов, эндемик Австралии.

## Распространение
Poecilopachys australasia является эндемиком Австралии и Океании, также интродуцирован в Новую Зеландию и Самоа. Местное население называет его Two-spined spiders (двухиглые пауки). Впервые были отмечены в Окленде (Новая Зеландия) в 1971 году. С момента появления в Новой Зеландии пауки распространились на юг; теперь они встречаются в северной половине Южного острова и были обнаружены даже на юге, вплоть до Крайстчерча.
В Австралии обнаружен в штатах Квинсленд и Новый Южный Уэльс.

## Описание

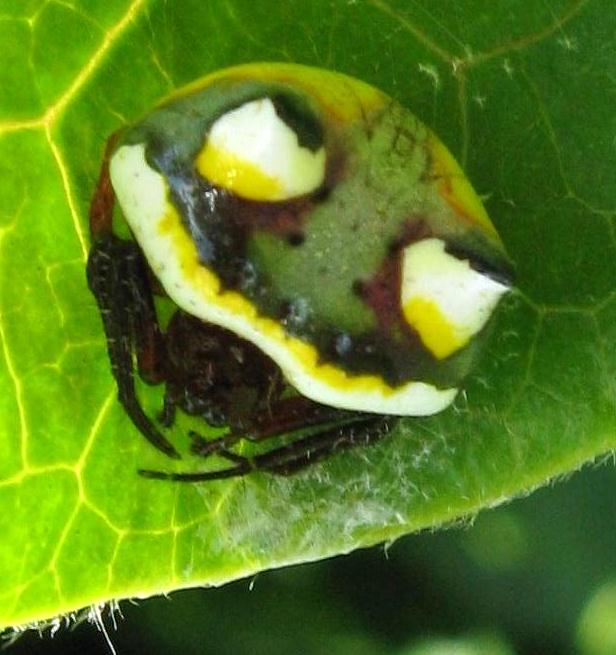
Взрослая самка Poecilopachys australasia.

Самки имеют длину около 8 мм и ярко окрашены: верхняя поверхность брюшка жёлто-оливковая с двумя белыми роговидными «шипами», которые придают этому обычное название паука. Передняя часть брюшка имеет широкую кремово-жёлтую полосу, а задняя часть имеет направленный вверх шеврон на красно-жёлтом фоне.
Взрослые самцы намного меньше (2,5-3 мм), и их труднее найти. У них нет рогов и яркой окраски, как у взрослой самки, и сначала их отнесли к другому виду и назвали Cyrtarachne setosa
Паук ведёт ночной образ жизни, ночью плетёт паутину в форме колеса, которую поедает утром. Самок обычно можно найти на нижней стороне листьев цитрусовых в течение дня.

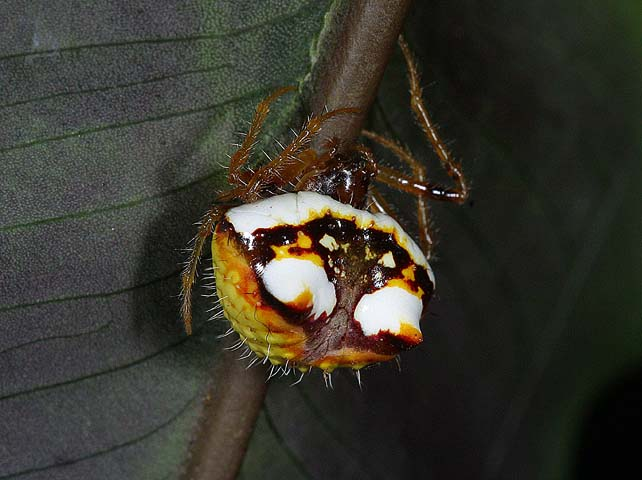
Крупные волосы на теле взрослой самки Poecilopachys australasia постепенно исчезают по мере её взросления.

### Спаривание
В саду Окленда было замечено поведение спаривания, как четыре самца собираются вокруг самки, в то время как самка гладит ногами одного, который находился прямо перед ней. Однако фактической передачи спермы не наблюдалось
Самок можно найти охраняющими небольшой, бумажный, коричневый, веретенообразный яичный мешок.